# 正月十六
正月十六，农历正月第十六天。

## 出生
- 武周大足元年，李白。
- 金朝天辅六年，海陵王完顏亮。

## 节假日和习俗
- 台灣道教徒今日需祭祀土地神，因為是新年伊始首度祭拜，因此也稱為頭牙。（另說頭牙為二月初二土地神生日，相對名詞為尾牙）
- 開台聖王祭：台灣的各個開台聖王廟會在這天紀念開台聖王。

## 参看
- 日历
- 正月十四 - 正月十五 - 正月十六 - 正月十七 - 正月十八
- 腊月十六 - 正月十六 - 二月十六
- 正月 - 二月 - 三月 - 四月 - 五月 - 六月 - 七月 - 八月 - 九月 - 十月 - 十一月 - 腊月
- 公历1月16日